# Evergrande Group
Pour les articles homonymes, voir Evergrande (homonymie).
Evergrande Group (恒大集团 (Héngdà Jítuán) en chinois, auparavant Hengda Real Estate Group) est le deuxième promoteur immobilier chinois. Ses activités se sont étendues à d'autres secteurs, dont les centres commerciaux qui ont été affectés par la pandémie de Covid-19.

## Histoire
Evergrande a commencé des opérations à Canton en 1996.
Le groupe est introduit à la bourse de Hong Kong en 2009 où il lève 70,5 milliards de dollars hongkongais.
En 2017, à son apogée, le groupe est valorisé à plus de 50 milliards USD.

### Risque d'effondrement depuis fin 2021 et liquidation
Au printemps 2020, les autorités chinoises ont durci les réglementations et l'accès au crédit afin de lutter contre la spéculation immobilière. Mis en difficulté, le groupe s'est lancé dans des baisses de prix importantes et la vente d'actions. Cela n'a pas suffi à résoudre son problème d'endettement et le ralentissement des ventes immobilières de 2021 a mis le groupe en difficulté. En 2021, le groupe est lourdement endetté, avec un peu moins de 40 milliards de dollars de dette à court terme. Il annonce plusieurs ventes d'actifs pour améliorer ses finances. 
Le géant de la construction a en chantier plus d’un million de logements qui ont déjà été payés par des personnes généralement issues de la classe moyenne chinoise, aussi ces clients et investisseurs craignent-ils d’être spoliés. 
Les difficultés d'Evergrande soulèvent des inquiétudes relatives à d'autres entreprises de l'immobilier, comme R&F Properties (en) et Fantasia Holdings, elles aussi en difficultés.
Depuis le 5 août 2021, deux agences de notation, Standard & Poor’s et China Chengxin International (en), ont dégradé sa note d'emprunteur sur les marchés financiers, faisant passer Evergrande dans la catégorie des emprunteurs à risque élevé, ce qui « empêche désormais l’entreprise d’utiliser en Chine ses obligations comme garantie pour ses opérations de refinancement, aggravant la chute de la valeur de ces mêmes obligations ». Les agences Moody's et Fitch ont fait de même en septembre 2021.
Le 13 septembre 2021, une centaine d'investisseurs en colère ont pénétré dans le hall d'accueil des locaux de l'entreprise, réclamant d'être remboursés, alors que la capitalisation boursière d'Evergrande a été divisée par quatre depuis janvier. Le groupe, en proie à une dette abyssale, a déclaré faire face à des « difficultés sans précédent ». Sa dette s'élèverait à plus de 300 milliards de dollars, soit 260 milliards d’euros, du fait que les centres commerciaux assurant habituellement ses revenus ont été fermés pendant la crise du Covid-19. La Chine semble suffisamment riche pour combler cette dette, mais les soucis financiers, ayant pris une dimension politique, pourraient valoir des sanctions aux dirigeants du groupe. 
Le 15 septembre 2021, le ministère du Logement et du Développement urbain et rural annonce que le groupe ne sera pas en mesure de rembourser les intérêts de ses dettes prévues le 20 septembre.
Le 4 octobre 2021, Evergrande suspend ses opérations à la Bourse de Hong Kong.
Le 6 novembre 2021, Evergrande fait défaut sur une partie de sa dette. Le DMSA Deutsche Marktscreening Agentur, un de ses créanciers, entame alors une procédure de faillite de l'entreprise,.
Le 3 janvier 2022, Evergrande suspend l'échange de ses parts à la bourse de Hong Kong. 
L'entreprise suspend une nouvelle fois sa cotation en mars 2022.
En juillet 2023, ce groupe annonce une perte nette de plus de 113 milliards de dollars (100 milliards d’euros) pour les années 2021 et 2022. En août 2023, il demande son placement aux États-Unis sous procédure de faillite. Le groupe reprend sa cotation le 28 août 2023 à la bourse de Hong Kong, journée à l'issue de laquelle le titre chute de 79,4 % valorisant celui-ci à 590 millions USD. La dette totale d'Evergrande atteint l'équivalent de 302 milliards d'euros (2023).
Le 18 septembre 2023, l'action chute de 25 % à l'ouverture de la bourse de Hong Kong à la suite de l'arrestation d'employés de l'entreprise par la police chinoise.
Le 29 janvier 2024, la Haute cour de la Région administrative spéciale de Hong Kong, prononce la liquidation judiciaire de Evergrande Group.
En juin 2024, la filiale automobile d'Evergrande est condamnée par la justice administrative à rembourser 1,9 milliard de yuans, soit 244 millions d'euros pour défaut de communication de ses résultats financiers.

## Activité
Evergrande détient actuellement 45,8 millions de mètres carrés de terres de développement et des projets immobiliers dans 22 villes (Canton, Tianjin, Shenyang, Wuhan, Kunming, Chengdu, Chongqing, Nankin, Zhengzhou, Luoyang, Changsha, Nanning, Xi'an, Taiyuan, Guiyang, etc.) en Chine continentale, qui se classe au deuxième rang des promoteurs immobiliers continentale, juste après Country Garden. Il initie une expansion internationale au Canada, en acquérant en 2014 l'hôtel Château Montebello opérant sous la bannière Fairmont.
En 2021, il compte 200 000 employés directs, mais 3,8 millions d'emplois indirects à travers son réseau de sous-traitance.

### Autres activités
Ce groupe possède le club de football chinois Guangzhou Football Club, acheté pour 100 millions de yuans en 2010.
Officiellement implanté dans 280 villes chinoises, employant directement 200 000 personnes, mais en faisant vivre, selon ses estimations, 3,5 millions, il est devenu, en 2021, un conglomérat présent également dans l’eau minérale, le football, donc, mais aussi la santé, les assurances, le numérique, les panneaux solaires, l’élevage de cochons ou encore les parcs de loisirs et les centres commerciaux. Evergrande Auto devait devenir le Tesla chinois. Deux ans plus tard, Evergrande n’a pas encore sorti un seul véhicule, la valeur de cette filiale a chuté de 50 % et, apparemment, il ne parvient pas à la céder.

## Direction
Le groupe est présidé par l'ancien métallo Xu Jiayin. Il est en 2010 le plus riche promoteur immobilier en Chine avec une fortune estimée à 43 milliards de yuans, soit plus de 5 milliards d'euros.